# Мутаре
Мута́ре (англ. Mutare) — город в Зимбабве.

## География
Город Мутаре (до 1982 года — Умтали) расположен на крайнем востоке Зимбабве, в так называемом «Бейрском коридоре», соединяющем столицу Зимбабве — Хараре с мозамбикским портом Бейра на побережье Индийского океана. Расстояние от города до границы с Мозамбиком составляет 8 километров; Хараре находится в 256 километрах к северо-западу от Мутаре. Абсолютная высота — 1094 метра над уровнем моря.
Мутаре, с населением в 170 106 человек (на 2002 год), является 4-м по величине городом Зимбабве и административным центром провинции Маникаленд.

## История
Город (Форт-Умтали) был основан в 1890 году британскими концессионерами в долине между реками Цамбе и Мутаре, в районе, где были обнаружены месторождения золота (мутаре в переводе означает кусок металла). В 1891 он был перенесён на новое место; в 1896 году, после приобретения здесь Сесилем Родсом значительных территорий и прокладки железнодорожной линии Булавайо-Бейра, Умтали был вновь перенесён — на своё старое место (район Старый Мутаре с широкими, засаженными деревьями улицами). В 1914 году Умтали получил права общины, в 1971 — городское право.

## Культура и религия
В Мутаре и его окрестностях существуют несколько музеев, в том числе музей Мутаре, музей Утопия-Хаус и Национальная галерея Зимбабве, а также ряд колледжей (технический, лесной, педагогический и др.) и университет (университет Африка). В расположенных поблизости возвышенностях Мурагва-Хилл можно увидеть доисторические наскальные росписи.
Город является также центром римско-католического епископства Мутаре.

## Экономика
Мутаре является крупным центром деревообрабатывающей, бумажной и мебельной промышленности. В Мутаре также сосредоточены предприятия легкой и пищевой промышленности, на которых перерабатываются выращиваемые в этой местности зерновые, чай, табак, хлопок и кофе. Близ города, в Масси-Кесси, добывается золото.

## Население
По данным на 2013 год численность населения составляет 190 538 человек.
Динамика численности населения города по годам:
| 2002    | 2013    |
| ------- | ------- |
| 170 106 | 190 538 |

## Города-партнёры
- Харлем, Нидерланды
- Портленд, США